# Glumpang Pirak
Glumpang Pirak is een bestuurslaag in het regentschap Aceh Utara van de provincie Atjeh, Indonesië. Glumpang Pirak telt 161 inwoners (volkstelling 2010).